# Horbaci, Korosten
Horbaci (în ucraineană Горбачі) este un sat în comuna Hodakî din raionul Korosten, regiunea Jîtomîr, Ucraina.

## Demografie
Componența lingvistică a localității Horbaci
     Ucraineană (98%)
     Rusă (2%)
Conform recensământului din 2001, majoritatea populației localității Horbaci era vorbitoare de ucraineană (98%), existând în minoritate și vorbitori de rusă (2%).